# 新界區專線小巴20K線
新界區專線小巴20K線是香港的一條專線小巴路線，往返大埔墟站及三門仔。
本線另設輔助線20B，往返洞梓至大埔墟站，其後再另設來往慈山寺至大埔火車站的20T線，只在平日非繁忙時間提供服務。

## 歷史
- 1983年2月1日：本線前身20號線投入服務，往返大埔墟及三門仔，由大埔專線小巴營辦，是大埔區首條專線小巴路線[5]。
- 1983年4月7日：延長至大埔火車站（現改稱大埔墟站），改稱20K。
- 1987年：本線增設往來洞梓的特別班次。
- 1994年5月16日至17日：由於小巴加車租，九巴於該兩天將74K線全日行走。
- 2001年4月加價。[6]
- 2001年9月：進智公交收購大埔專線小巴公司及接辦本線，而往來洞梓的特別班次獲獨立編號為20B。
- 2015年11月23日：20T線投入服務，只提供單向由慈山寺開往大埔市區的服務。
- 2019年6月10日：20T線增設大埔墟站往慈山寺的班次。[7]

## 服務時間及班次
20K
|                  | 由大埔墟站開出 | 由三門仔開出 | 班次（分鐘） |
| ---------------- | -------------- | ------------ | ------------ |
| 星期一至六       | 05:00-00:30    | 05:20-00:50  | 3-15         |
| 星期日及公眾假期 | 05:00-00:30    | 05:20-00:50  | 10-20        |

20K特別班次
| 大埔墟站↺沙欄              | 大埔墟站↺沙欄 | 大埔墟站↺沙欄 |
| 日期                       | 服務時間      | 班次          |
| -------------------------- | ------------- | ------------- |
| 星期一至五（沙欄開）       | 07:15         | 07:15         |
| 每日                       | 09:05-23:05   | 30            |
| 約於每小時00、30分到達沙欄 |               |               |

| 大埔墟站↔聯益新村  | 大埔墟站↔聯益新村 | 大埔墟站↔聯益新村 |
| 日期               | 服務時間          | 班次（分鐘）      |
| ------------------ | ----------------- | ----------------- |
| 每日（大埔墟站開） | 10:15-11:15       | 30                |

| 三門仔→大埔墟站（經完善路及大埔太和路） | 三門仔→大埔墟站（經完善路及大埔太和路） | 三門仔→大埔墟站（經完善路及大埔太和路） |
| 日期                                    | 服務時間                                | 班次（分鐘）                            |
| --------------------------------------- | --------------------------------------- | --------------------------------------- |
| 星期一至五                              | 07:00-09:00                             | 15                                      |

## 收費
20K線
- 全程收費：$6.4
- 分段收費：
  - 太平工業中心往返三門仔：$5.6
  - 太平工業中心往返大埔墟站：$5.6
  - 八號花園往返大埔墟站：$4.1
  - 運頭街往大埔墟站：$3.1

20B線
- 全程收費：$7.3
- 分段收費：
  - 雅景花園往大埔墟站：$6.4
  - 太平工業中心往返大埔墟站：$5.6
  - 八號花園往返大埔墟站：$4.1
  - 運頭街往大埔墟站：$3.1

20T線
- 全程收費：$7.3
- 分段收費：
  - 雅景花園往大埔墟站：$6.4
  - 太平工業中心往返大埔墟站：$5.6

| - 本線大小同價。 - 65歲或以上長者使用長者或個人八達通（包括「樂悠咭」），合資格殘疾人士（包括12歲以下合資格殘疾兒童）使用「殘疾人士身份」個人八達通，以及60至64歲香港居民使用「樂悠咭」繳付車資，均可享有每程$2.0或全費（以較低者為準）的票價優惠。 - 乘客可以現金或八達通於上車時付款，不設找續。 - 每位成人乘客可免費攜帶最多兩名3歲以下而不佔座位的兒童乘客乘車，超額之3歲以下小童必須繳付車費乘車。 |

此外，由20B、20K往大埔墟站方向於上車後1小時內轉乘20S線往馬窩，或由20S線往大埔墟方向轉乘20B往洞梓方向或20K往三門仔方向，兩程車費合共$5.4。

## 行車路線
20K
- 往三門仔方向途經：雅運路、南運路、運頭街、鄉事會街、寶鄉街、寶鄉橋、安祥路、安慈路、汀角路及三門仔路、沙欄路及三門仔路
- 往大埔火車站方向駛經：三門仔路、汀角路、安慈路、安祥路、寶鄉橋、寶鄉街、廣福道、運頭街、南運路及雅運路

褐色字表示只適用於往沙瀾的特別班次。
20B

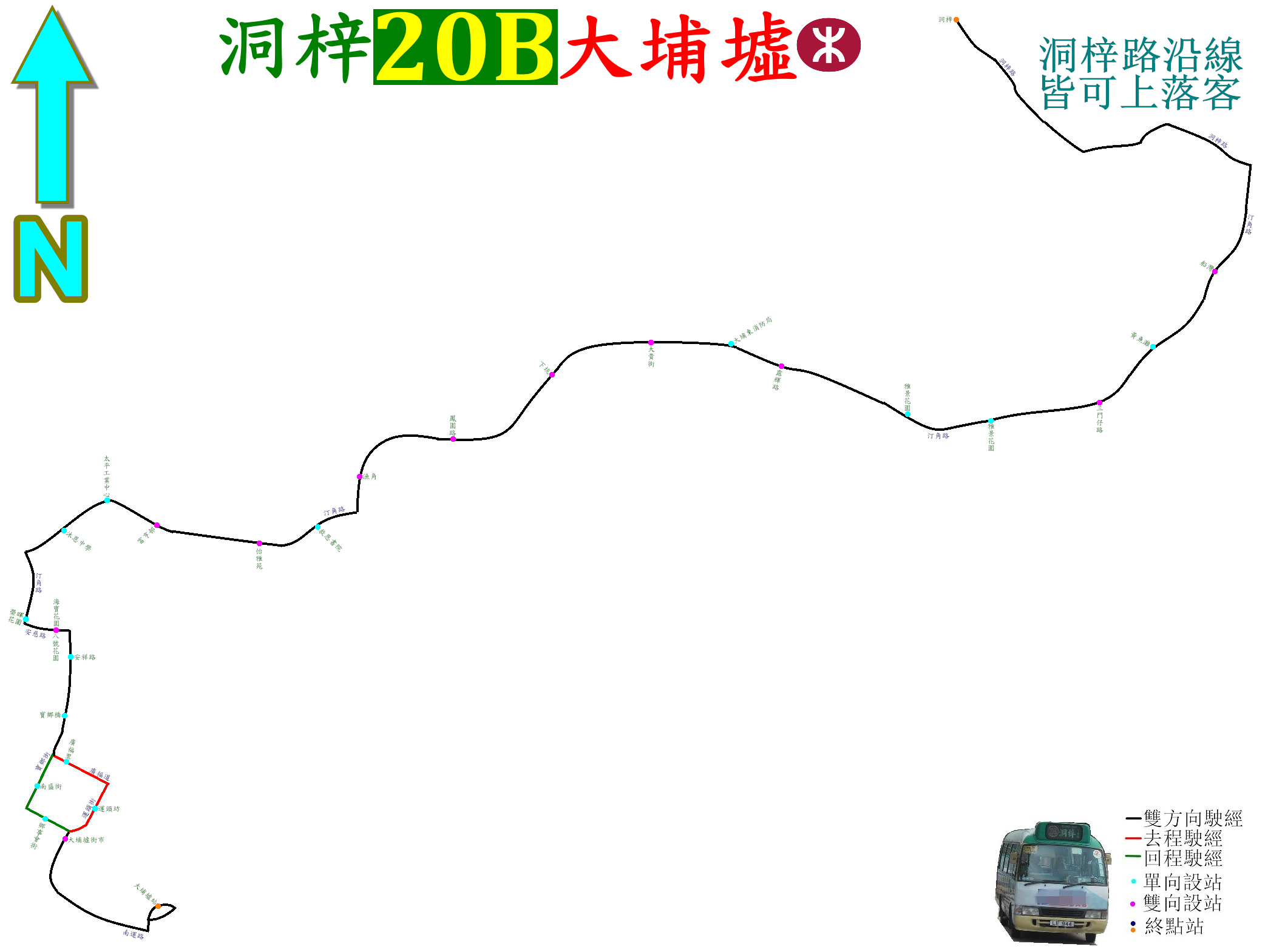
此線的走線圖

- 往洞梓方向駛經：雅運路、南運路、運頭街、鄉事會街、寶鄉街、寶鄉橋、安祥路、安慈路、汀角路及洞梓路
- 往大埔火車站方向駛經：洞梓路、(洞梓山路、洞梓路、) 汀角路、安慈路、安祥路、寶鄉橋、寶鄉街、廣福道、運頭街、南運路及雅運路

綠色字為鄉郊路段，不影響行車安全時沿途皆可上落客。
斜體字表示每日早上10點後由洞梓開出之班次繞經洞梓山路，然後返回洞梓路原有路線。
20T
- 往大埔墟站方向駛經：普門路、洞梓路、汀角路、完善路、大埔太和路、南運路及雅運路。
- 往慈山寺方向駛經：雅運路、南運路、大埔太和路、完善路、汀角路、洞梓路及普門路。

## 小資料
- 本路線的原意是輔助九龍巴士74K線，但小巴以平行路線及頻密班次搶客，使74K線於1991年6月25日改為繁忙時間服務（但74K線已於2011年12月19日恢復全日服務）。
- 20K是大埔區首條專線小巴路線。
- 由於74K線於非繁忙時間及星期六、日及公眾假期班次疏落（每20分鐘才有一班車），而且行車時間較長[8]，因此本線支持著絕大部分往返三門仔的客量，亦有前往馬屎洲遊覽的人士。
- 20B線為洞梓的村民提供對外服務，但該路線容易出現班次不穩的情況。[9]